# Vénus Beauté (Institut)
Vénus Beauté (Institut) är en fransk dramakomedi från 1999 i regi av Tonie Marshall.

## Utmärkelser
Filmen vann fyra Césarpriser 2000, däribland priset för bästa film.

## Rollista i urval
- Nathalie Baye - Angèle
- Audrey Tautou - Marie
- Mathilde Seigner - Samantha
- Samuel Le Bihan - Antoine
- Bulle Ogier - Nadine
- Jacques Bonnaffé - Jacques
- Robert Hossein - piloten
- Micheline Presle - tant Maryse
- Emmanuelle Riva - tant Lyda